# Bataille de Faventia
Guerre des Goths (535-553)
Batailles
- Palerme (535)
- Naples (536)
- Rome (537-538)
- Vérone (541)
- Faventia (542)
- Mucellium (542)
- Naples (542-543)
- Rome (546)
- Rome (549-550)
- Sena Gallica (551)
- Taginae (552)
- Vésuve (552)
- Volturno (554)

La bataille de Faventia se déroule lors de l'été 542 lorsqu'une armée ostrogothe menée par Totila s'attaque aux forces byzantines pourtant numériquement supérieures de Constantin Alexandre, pendant la résurgence de la résistance goth à la reconquête de l'Italie par les Byzantins.

## Contexte
Depuis 535, les Byzantins se sont lancés dans la conquête du royaume ostrogoth qui occupe l'Italie depuis plusieurs décennies. La première phase de la guerre est à leur avantage puisqu'ils parviennent à reprendre Rome sous la conduite de Bélisaire. Plus encore, ce dernier défend victorieusement la ville en 537-538. Poursuivant son offensive, il s'empare de Ravenne, la capitale des Ostrogoths et fait prisonnier leur roi Vitigès. Toutefois, il est rappelé avec une partie de l'armée pour combattre en Orient contre les Sassanides. Les forces byzantines restantes, moins nombreuses, n'ont plus de commandement unifié alors que les Ostrogoths reprennent l'offensive avec Totila à leur tête. En 542, il reprend Vérone et s'apprête à franchir le Pô pour s'attaquer au sud de l'Italie.

## La bataille
Le fleuve italien est alors défendu par une importante armée byzantine, supérieure en nombre à celle des Goths. Totila motive ses troupes en leur rappelant l'importance stratégique de la bataille. Pour eux, il s'agit de vaincre ou d'être détruit. Au contraire, les généraux byzantins tergiversent. Artavasde conseille de laisser une partie de l'armée adverse traverser le Pô puis de l'attaquer alors qu'elle est dans une situation délicate mais il n'est pas écouté. Dans le même temps, Totila fait discrètement franchir le fleuve à trois cents cavaliers, chargés d'attaquer l'ennemi par l'arrière. Quand les deux armées se rencontrent, un duel a lieu entre Artavasde et Valaris, un célèbre soldat ostrogoth, lors duquel le premier est tué. Par la suite, les Byzantins sont surpris par l'attaque des trois cents cavaliers dans leur dos. Pris de panique, ils s'enfuient en masse et subissent une lourde déroute.

## Conséquences
Les forces byzantines en retraite et leurs généraux se réfugient dans les différentes villes de la région alors que les Ostrogoths peuvent envahir l'Italie centrale. Cet affrontement démontre les faiblesses du commandement byzantin en Italie, dispersé entre plusieurs généraux qui ne parviennent pas à s'entendre face à des Ostrogoths qui se sont unis derrière Totila. En revanche, pour ce dernier, la victoire lui ouvre les portes du sud de la péninsule italienne conquis par les Byzantins, ce qui confirme le regain de force des Ostrogoths. Après la bataille, ils reçoivent des renforts et leur armée comprend jusqu'à 20 000 hommes. Toutefois, plutôt que se diriger vers Rome, Totila préfère reprendre les différentes régions de la péninsule italienne (Apulie, Lucanie, Calabre, Bruttium). Face à cette déroute, Justinien tente de réagir en nommant un général en chef mais il maintient le poste de préfet du prétoire, confié à Maximin, ce qui fait persister la dyarchie à la tête de l'Italie byzantine jusqu'à l'arrivée de Narsès en 550, qui élimine définitivement toute résistance des Ostrogoths.